# Ivan Nielsen
Ivan Nielsen (Frederiksberg, 9 ottobre 1956) è un allenatore di calcio ed ex calciatore danese, di ruolo difensore centrale.

## Carriera

### Club
Iniziò la carriera nel 1975 col Fremad Amager. Nel 1979 entrò nel calcio professionistico passando agli olandesi del Feyenoord con cui vinse due volte la KNVB beker e una Eredivisie. Dopo sette stagioni al Feyenoord, nel 1986 approdò al PSV dove trovò i connazionali Frank Arnesen e Jan Heintze. Al PSV conquistò tre Eredivisie e altrettante Coppe d'Olanda, ma il più importante risultato fu la vittoria della Coppa dei Campioni nel 1987-1988, ottenuta in finale contro il Benfica ai tiri di rigore.
Nel 1990 ritornò in Danimarca al Fremad Amager per giocarvi un campionato. L'anno successivo passò al B 1903 nell'anno in cui la squadra si unì KB per formare l'FC Copenaghen. Nel 1992 andò ad aggregarsi nella nuova squadra e vinse, nel 1993, la prima Superliga danese della storia. Sempre nel 1993 fu ceduto al Næstved IF dove concluse la carriera.

### Nazionale
Debuttò con la Danimarca under 21 nel settembre 1977 e collezionò in tutto 6 presenze andando a segno in un'occasione.
Con la Nazionale maggiore vanta 51 gettoni. Debuttò nel 1980 sotto la guida di Sepp Piontek e partecipò ai campionati europei di calcio di Francia 1984, dove giocò tutte le quattro partite della Nazionale, sia campionato d'Europa 1988 sia al campionato del mondo 1986.

## Palmarès
- Coppa dei Paesi Bassi: 5

1980, 1984, 1988, 1989, 1990
- Campionato olandese: 4

1984, 1987, 1988, 1989
- Coppa di Danimarca: 1

1993
- Coppa dei Campioni: 1

Coppa dei Campioni 1987-1988